# Knechtschaft
Der Begriff Knechtschaft (Knecht ahd. Knabe, Diener; -schaft: Beschaffenheit, Zustand, Verhältnis; Gesamtheit von mehreren Personen, seltener Sachen) als Gegenbegriff zu Herrschaft bezeichnet etwa seit seinem Gebrauch in Luthers Bibelübersetzung einen Zustand der Rechtlosigkeit und Ausbeutung.

## Knechtschaft in der europäischen Geschichte
Während es in Europa seit dem christlichen Mittelalter keine Sklaverei mehr gab oder geben sollte, waren Knechte auf dem Land, in der Stadt und bei Hofe allgegenwärtig. In der Bundesrepublik Deutschland existierten noch bis in die 1960er Jahre Knechte (und Mägde) in der Landwirtschaft, was im Wesentlichen erst durch deren Mechanisierung endete.
Im Unterschied zur Sklaverei setzt die Knechtschaft eine im christlichen Sinne milde Herrschaft voraus, die Abhängigkeiten nicht missbraucht, sodass ihre souveräne Entscheidungsgewalt einem Rechtsstreit vorgezogen wird. Der mittelalterliche Leitsatz „Gnade vor Recht“ verlor allerdings seine Milde, sobald man der Gnade misstraute und das Recht vermisste.
Dass ein höriger Knecht keinen Anspruch auf Lohn hatte, wurde durch die feudale Verpflichtung z. B. des Adels zur Nothilfe nicht aufgewogen. Dieser Zustand endete erst mit dem Ende der Leibeigenschaft und der Einführung des Tagelöhnerwesens im 19. Jahrhundert.
Der Unterschied zwischen Herr und Knecht war charakteristisch für eine gesellschaftliche Ordnung in weiten Teilen Europas, die erst im 20. Jahrhundert ihr Ende fand. Er lässt sich auch als Unterschied zwischen frei und unfrei, Ausnahme und Regel oder Gnade und Gnadenlosigkeit verstehen.

### Mittelalter: Knechtschaft und Lehnsrecht
Knecht (der weibliche Gegenbegriff ist Magd) bezeichnet in seiner ursprünglichen Bedeutung einen Landarbeiter, der entweder durch lehnsrechtliche Bindung (z. B. Leibeigenschaft) oder durch Lohnabhängigkeit die Stellung eines Untergebenen einnimmt. Im Unterschied zur antiken (und bis weit ins Mittelalter praktizierten) Sklaverei ist der Knecht in seiner menschlichen Würde dem Herrn gleichgestellt und kann aus dieser Position, durch Heirat und Erbschaft, in die Position des Bauern aufsteigen. Zumindest ergibt sich diese prinzipielle Gleichheit von Herr und Knecht im Mittelalter durch die Gleichheit der Menschen vor Gott. Knechtschaft ist im MA somit nicht notwendig unehrenhaft. Es hängt jedoch stark von den regional verschiedenen Traditionen ab, und die faktische Lebenswirklichkeit wich sicherlich oft weit von dieser Gleichheitsidee ab; in der Regel kann man sagen, dass die Stellung des Knechtes desto näher an der antiken Sklaverei ist, je weiter man sich im Alten Reich Richtung Nordosten bewegte. Spätestens im Umgang mit den heidnischen Slawen in den östlichen Marken finden wir dann bis ins hohe Mittelalter Formen leibeigener Knechtschaft, die sich von der antiken Praxis der Sklaverei kaum unterscheiden. Der Begriff Knecht kann im MA also ein sehr breites Spektrum von Abhängigkeits- bzw. Herrschaftsverhältnissen bezeichnen, über die sich nur bedingt allgemeine Aussagen machen lassen.

## Knechtschaft als Begriff in der europäischen Philosophie
Zumindest im übertragenen Sinn besteht die Knechtschaft aus der freien Beherrschbarkeit eines Geknechteten als charakteristisch westliche Wunschvorstellung, die seit dem 18. Jahrhundert auf immer breiterer Basis realisiert wurde. Heute hat sich Knechtschaft von einstigen Leibeigenen auf das Funktionieren von Mechanismen und Maschinen verlagert. In der Mensch-Maschine-Kommunikation zeigt sich eine verschärfte Spaltung zwischen Herrschaft und Knechtschaft. – Maschinen, die sich aus ihrer Knechtschaft befreien, sind ein häufiger Topos in Melodramen und Horrorfilmen.

### Knechtschaft nach La Boétie
Étienne de La Boétie, ein Freund Michel de Montaignes, ging als junger Mann um 1550 der Frage nach, wie es sein kann, dass ein Einzelner über viele Menschen herrscht. Da dies jedenfalls nicht an der Stärke des Herrschenden liegen könne, müssten dem andere soziale Mechanismen zugrunde liegen. Seine Gedanken dazu schrieb er im Discours de la servitude volontaire nieder. Diese Schrift wurde erstmals von Gustav Landauer Anfang des 20. Jahrhunderts ins Deutsche übersetzt und 1910, leicht gekürzt, unter dem Titel Von der freiwilligen Knechtschaft in Landauers Zeitschrift Der Sozialist in sechs Folgen abgedruckt. La Boétie gilt ihretwegen als ein Vorläufer des Anarchismus.

### Die Dialektik von Herr und Knecht
Durch den Philosophen Georg Wilhelm Friedrich Hegel wird der Begriff der Knechtschaft in die politische Philosophie eingeführt und spielt seither eine zentrale Rolle bei der Analyse von Machtverhältnissen, sowohl bezogen auf die Interaktion zwischen zwei oder mehreren Personen als auch in gesellschaftlicher Perspektive. In Hegels Phänomenologie des Geistes (1806/07) ist der politische Ausgangszustand ein vorzivilisatorischer des nackten Kampfes, bei dem sich der spätere Herr deswegen durchsetzt, weil er im Gegensatz zum späteren Knecht keine Furcht davor hat, sein Leben aufs Spiel zu setzen. Das Herrschaftsverhältnis ist das Ergebnis dieses offenen Kampfes, bei dem der Knecht zum Knecht wird, sobald er sich für das Leben entscheidet. Nun kommt der geschichtliche Prozess ins Spiel: Im Laufe der Ausübung des Herrschaftsverhältnisses erwirbt der Knecht durch seine Arbeit entscheidende, für das Überleben des Herrn wichtige Fertigkeiten, zum Beispiel im Agrarfeudalismus den Ackerbau. Auf diese Weise wird der Herr vom Knecht abhängig. Solange sich der Knecht dessen nicht bewusst wird, bleibt das anfängliche Herrschaftsverhältnis stabil; erst der „qualitative Sprung“ (Hegel) im Bewusstsein des Knechtes, der seine Macht zu begreifen beginnt, schafft die historische Basis zur Umkehrung des Verhältnisses, also zur Revolution. Hegel bezieht sich auf Denis Diderots Roman Jacques le Fataliste (1773, veröffentlicht erst 1796), in dem der Knecht Jacques die weltanschauliche Position des Determinismus einnimmt, sein Herr jedoch die (christliche) Position der Willensfreiheit. Das Bewusstsein der Freiheit lähmt allerdings den Herrn, der sich in eine Beobachtungposition gedrängt fühlt, während der Knecht aktiv und motiviert erscheint.
Es herrscht in der Philosophie ein alter Streit, ob die Situation der Revolution aus der Dialektik von Herr und Knecht selbst zwangsläufig hervorgehe oder gleichsam ein Anstoß von außen benötigt werde, der dem Knecht „auf die Sprünge“ hilft. Dieses Kapitel der Phänomenologie des Geistes ist zentral für den historischen Materialismus von Marx und Engels geworden. In der marxistischen Interpretation werden diese Rollen auf den Adel des Ancien Régime, auf das Industrie-Proletariat und die Bourgeoisie, das besitzende Bürgertum, verteilt. Der historische Bezugspunkt ist dabei immer die Französische Revolution von 1789 als die erste Revolution, bei der die Bourgeoisie als Knecht des Adels aufbegehrt habe; entsprechend prognostizierten Marx und Engels eine zweite, finale Revolution, bei der das neue Herrschaftsverhältnis zwischen Bourgeoisie und Proletariat sich umkehren sollte.
Damit sind natürlich die Interpretationsräume für das Kapitel aus der Phänomenologie des Geistes nicht ausgeschöpft. Es gibt z. B. Versuche, Mensch-Maschine-Interaktion in diesem Sinne zu deuten, die jedoch daran scheitern, dass der künstlichen Intelligenz eines Computers bisher kein Bewusstsein nachgewiesen werden konnte. Doch ist der marxistische Interpretationsstrang sicherlich der wichtigste für die Geschichte der Philosophie. In der Mitte des 20. Jahrhunderts erfuhr Hegels Phänomenologie des Geistes dann auf Ebene der Interaktion von Individuen, im Existenzialismus, eine neue Bedeutung. Hier ist vor allem Sartres Ethik der Anerkennung in Das Sein und das Nichts zu nennen: Die sado-masochistische Konstellation, die dem „Knecht“ die Anerkennung verweigert, scheitert bei Sartre an einer Herr-Knecht-Dialektik, bei der der Sadist in seiner Funktion als Herr von der Anerkennung und Bestätigung durch den Gequälten abhängig ist, die ihm gerade dann verweigert wird, wenn er den „Knecht“ umbringt. Der Knecht behauptet seine Freiheit, indem er dem Herrn die Entscheidung über das Fortbestehen seiner Existenz vorenthält. Gewiss eine etwas armselige Freiheit, die historisch nur vor dem Hintergrund des Holocaust verständlich wird.
Auch für die feministische Philosophie, insbesondere die feministische Standpunkt-Theorie, spielt die Herrschaft-Knechtschaft-Dialektik eine wesentliche Rolle. Diese postmodernen Theorien interpretieren in Anlehnung an Michel Foucault Wissen als Fundament für Herrschaftsverhältnisse, die sich in der Juxtaposition von wahr und falsch zeigen. Die postmodernen Strategien der Interpretation von Texten und anderen Medien wählen dabei bewusst den Standpunkt der „Geknechteten“, also von Minderheiten (z. B. queer theory), geschlechtlicher Unterdrückung der Frauen (Feminismus, gender theory), um durch diese „subversive“ Lektüre die Machtverhältnisse freizulegen, sie ins Bewusstsein der jeweils Unterdrückten zu bringen und damit die gesellschaftliche Realität zu verändern. Radikale Formen dieser Strategie verwickeln sich in einen Widerspruch, der darin besteht, für den eigenen Standpunkt wiederum ein Machtverhältnis des Wissens begründen zu wollen; so gibt es beispielsweise feministische Theorien, die für den Standpunkt der Frauen(-rechtlerin) einen situativ besseren Zugang zu „objektivem“ Wissen beanspruchen. Dieser Anspruch auf Objektivität muss jedoch von dem perspektivischen Ausgangspunkt der Theorie wiederum als ein Wille zur Macht betrachtet werden.